# Van Gelder Papier

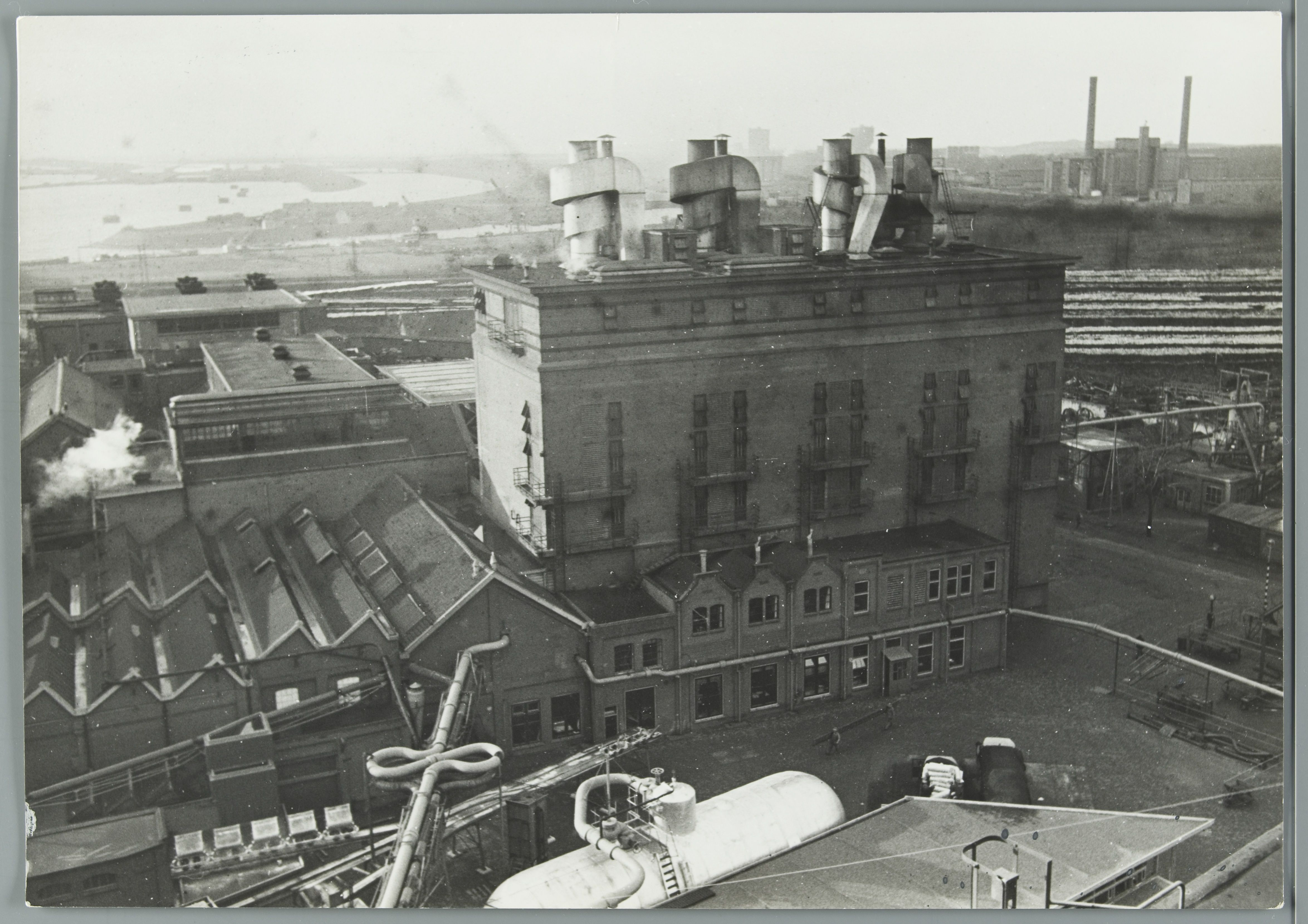
Van Gelder Papier in Velsen in 1935

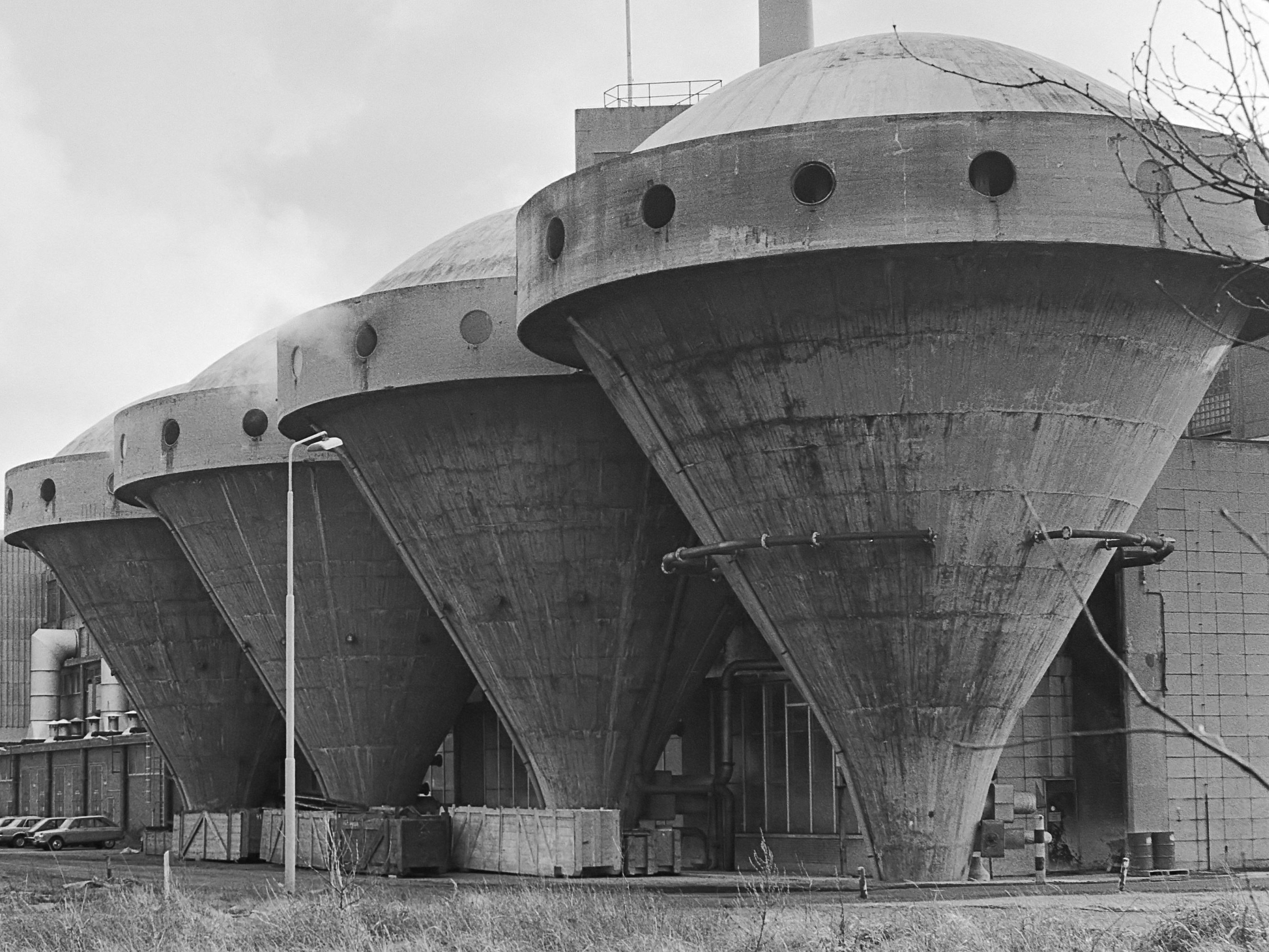
Van Gelder Papier in Velsen (1981)

Van Gelder Papier was een fabrikant van papier waarvan de geschiedenis teruggaat tot 1685. Het bedrijf omvatte rond 1970 bijna de helft van de gehele Nederlandse papierindustrie en had in die tijd een vestiging te Wormer, Velsen, Apeldoorn en twee vestigingen in Renkum. Daar stonden zes fabrieken met 30 papiermachines. Het bedrijf had in die tijd ruim 6500 personeelsleden. Het produceerde jaarlijks ongeveer een half miljoen ton (massa) papier, zoals onder meer ponskaarten. Door de opkomst van telewerk daalde de vraag naar papier enorm. In 1981 ging het bedrijf Van Gelder Papier N.V. mede daardoor ten onder en werd het faillissement uitgesproken.

## Oorsprong
In 1685 werd windrecht verleend aan de oliemolen De Eendragt te Wormer. Eigenaar was Simon Pzn. Fent. In 1728 werd deze molen verkocht aan Jan Pzn. Coopman en omgebouwd tot papiermolen. Na meermalen van eigenaar te zijn verwisseld kwam ze in 1775 aan Maarten Schouten. Diens dochter trouwde in 1783 met Pieter Smidt van Gelder, lid van de familie van Gelder die het jaar daarop medefirmant werd. Hij werd uiteindelijk de stichter van Van Gelder Zonen, zoals de naam van het bedrijf aanvankelijk luidde. Het bedrijf breidde uit in deze tijd waarin de energie uit waterkracht en windkracht bestond door overnames: in 1803 werd pakpapiermolen De Bok, in 1817 De Kruiskerk, in 1820 De Soldaat, en in 1837 Het Fortuin overgenomen. In de laatste molen werd in 1838 een papiermachine opgesteld die echter minder fortuinlijk, dus zeer verliesgevend, produceerde. In 1839 werden De Soldaat en in 1841 De Kruiskerk buiten bedrijf gesteld. Het Fortuin werd in 1855 aan Honig Breet verkocht en De Bok werd in 1863 gesloopt. De Eendragt echter werd in 1840 omgebouwd van wit- naar pakpapier. In 1845 werd in Wormer de eerste 150 cm brede papiermachine in werking gesteld en werd de pakpapierfabriek onder de naam fa. Van Gelder Zonen opgericht. Uitbreiding volgde door overname in 1869 een van de vele Veluwse papiermolens, de papierfabriek De Eendracht te Apeldoorn. Deze werd ingericht voor de fabricage van wit handgeschept papier. Dit soort papier verwierf - vooral in Frankrijk - een grote naam, het 'papier de Hollande' met het Van Gelder Zonen-watermerk.

## Verdere uitbreiding
In 1881 werd omgeschakeld op houtcellulose als grondstof, voordien werd papier uit lompen geproduceerd. Zo begon men in 1890 met de productie van wit courantenpapier, waartoe in 1895 een fabriek te Velsen werd gebouwd, het huidige Crown Van Gelder B.V.. Het was een ideale vestigingsplaats omdat er veel ruimte was onder meer voor de opslag van hout en de rechtstreekse aanvoer vanuit zee, door het eerder aangelegde Noordzeekanaal. Ook in Apeldoorn kwam in 1899 een zelfde papiermachine. In 1905 ging men daar ook papierwaren schoolschriften, cahiers, blocs en enveloppen produceren. In 1900 volgde de oprichting van de nv Vereenigde Koninklijke Papierfabrieken der firma van Gelder Zonen. Aanvankelijk waren daar alleen de productiebedrijven in ondergebracht, in 1913 ook de papierhandel. In 1907 werd de Hartense korenmolen te Renkum aangekocht voor de productie van krantenpapier. Deze werd na 1912, toen aldaar een tweede fabriek (Renkum II) werd gebouwd, aangeduid als Renkum I. In 1928 telde de onderneming een 3000 arbeidskrachten, van wie een kleine 700 te Velsen waar in drieploegendienst werd gewerkt. Een belangrijk deel vormde de technische dienst met 280 arbeiders. De totaalproductie bedroeg in de jaren dertig tussen 116.000 en 152.000 ton per jaar. Dat daalde drastisch tijdens de bezettingsjaren. De fabrieken in Renkum werden tijdens de Tweede Wereldoorlog zwaar beschadigd.

## Na 1945
Vanaf 1946 waren de fabrieken weer in bedrijf. Vanaf 1960 volgde een aantal overnames. Zo werd in 1960 de zakkenfabriek Gebr. de Jong te Westzaan overgenomen, gevolgd in 1962 door kartonnagefabriek EZC te Westzaan, de Berghuizer Papierfabriek te Wapenveld en de verwerkingsbedrijven zoals CatsNeparofa te Rotterdam en Rhoon en het verwerkingsbedrijf voor melkverpakking te Veenendaal. In 1963 volgde een deelname van het Amerikaanse bedrijf Crown Zellerbach, dat expertise had in de productie van ponskaartkarton, in 1971 nam Crown Zellerbach voor de helft deel in het kapitaal. In 1967 startte men met de productie van glasvliespapier te Apeldoorn. In 1968 werd de Leeuwarder Papierfabriek overgenomen, die vestigingen had in Leeuwarden en Franeker.
Vanaf 1970 waren er fusiebesprekingen gaande met de Koninklijke Nederlandse Papierfabriek te Maastricht. Deze liepen echter op niets uit. Niettemin werd er nog geïnvesteerd. Men ging deelnemen in de plakbandfabriek Plastic Film Industrie te Apeldoorn en Intergun te Naarden. Nog in 1976 werd besloten tot de bouw van krantenpapierfabriek Renkum III. Ondertussen werd er onderzoek naar de papiersector verricht en werden er herstructureringen doorgevoerd. In Wormer produceerde men veel asbestpapier, in 1978 ging dit om meer dan 28.000 ton/jaar. In 1980 kwam het besluit om de productie te Wormer te stoppen en in 1981 ging Van Gelder failliet.

## Nasleep
- De fabriek te Velsen werd in 1983 weer opgestart als Crown Van Gelder.
- De fabriek te Wapenveld werd overgenomen door Rob van der Zee, daarna Enso, vervolgens Stora Enso. In 2007 sloot de fabriek.
- De fabriek te Apeldoorn ging verder als Van Houtum & Palm als onderdeel van de Gelderse Papiergroep, waartoe ook Meerssen Papier behoorde. Sinds 2000 was het onderdeel van Favini. Dit bedrijf ging failliet in 2008, waarop de fabriek werd gesloten, hetgeen 216 ontslagen kostte. Het fabriekspand van Van Gelder (omsloten door de Ugchelseweg/Eendrachtstraat/Europaweg) is op 6 december 1996 door een brand bijna geheel verwoest en is, deels nog brandend, gesloopt. Het gedeelte dat niet door de brand was verwoest heeft nog een aantal jaren dienstgedaan als bedrijfsverzamelgebouw dat ruim 10 jaar later alsnog is gesloopt. Vandaag de dag staat er nieuwbouw van de politie en de Rabobank en is de beek weer bovengronds gehaald die door het terrein meandert en zijn er wadi's aangelegd. Het terrein is nu omgetoverd tot "Van Gelderpark".
- De fabrieken te Renkum gingen verder onder de naam Parenco. In 1983 werd Parenco onderdeel van het Duitse Haindl dat de fabriek in 2001 overdeed aan Norske Skog. In 2012 werd het verliesgevende bedrijf verkocht aan investeerder H2. Na reorganisaties en het stilleggen van papiermachine 2 werkten er in 2012 nog 270 mensen en bedroeg de productie 250.000 ton krantenpapier per jaar. In mei 2018 werd bekend dat Parenco wordt overgenomen door het Ierse bedrijf Smurfit Kappa (SKG).[1] SKG betaalde € 460 miljoen voor twee machines die samen 675.000 ton papier per jaar maken. Daarnaast kan het jaarlijks zo'n 750.000 ton papier recyclen.[1] Er zijn zo'n 315 medewerkers. Onder H2 heeft Parenco de transitie gemaakt van krantenpapier naar grafisch papier, voor tijdschriften en folders, en naar grondstoffen voor golfkarton, waarvan de vraag groeit door de opkomst van het online winkelen.[1]